# Jermensko vino
Jermensko vino je vino proizvedeno u Jermeniji i Republici Arcah naseljenoj Jermenima, u regionu južnog Kavkaza. Jermenija je jedan od najstarijih regiona za proizvodnju vina na svetu. Konkretno, najstarija poznata vinarija pronađena je u jermenskoj oblasti Areni (vidi vinariju Areni-1), koja je do danas poznata po proizvodnji vina i endemskom grožđu.

## Istorija
Jermenija je od davnina bila poznata po tradiciji proizvodnje vina koja se i danas održava. Drevna vinarija pronađena u pećini Areni datira iz 4000. godine pre nove ere (pogledajte vinariju Areni-1), i najstarija je vinarija na svetu pronađena do danas, sa semenkama grožđa koje su otkrivene genetskim analizama kao one od već pripitomljenih Vitis vinifera. Pisana zabeležena istorija jermenskog vina može pratiti svoje korene do 401–400 pre nove ere, kada su grčke vojske predvođene Ksenofontom prošle kroz jermenske zemlje i navodno su se lečile vinom i pivom. Ovi napici su se pripremali i čuvali u „karasima” (glinenim posudama). Arheološka istraživanja koja je sproveo akademik Pjatrovski u 19. i 20. veku potvrdila su da je u 9. veku pre nove ere današnji Jerevan bio centar za proizvodnju vina. Arheolozi su pronašli i skladišta vina sa 480 karaza u tvrđavi Teišebajni koja se nalazi u Jerevanu. Svaki karas navodno može da zadrži do 37.000 daL vina. Radovi na iskopavanju na lokalitetima Karmir Blur i Erebuni otkrili su ukupno 10 skladišta vina sa 200 karaza. Ova iskopavanja su dokazala drevnu jermensku kulturu proizvodnje vina.
U sastavu Sovjetskog Saveza proizvodnja vina je u periodu od 1940. do 1985. godine porasla devet puta, dok je proizvodnja rakije porasla sedamnaest puta, a od 1960. do 1986. proizvodnja penušavih vina porasla je 10 puta. Osamdesetih godina prošlog veka Jermenija je godišnje prerađivala u proseku oko 210 hiljada tona grožđa od čega je dobijala 14–15 miliona dekalitara vina. Dva miliona je trošeno za proizvodnju rakije; preostali deo je korišćen za pravljenje vina. Tokom 1980-ih Jermenija je obezbeđivala 25% rakije proizvedene u celom Sovjetskom Savezu. Tri četvrtine proizvodnje izvoženo je uglavnom u Rusiju. Mnogi ljudi i danas koriste iste metode od pre tri milenijuma, prerađujući grožđe i praveći vino u posebnim prostorijama. Danas većina fabrika u Jermeniji koristi hrastovu burad za skladištenje vina, međutim mnoga sela i manji proizvođači i dalje koriste tradicionalne karase. Karasi se tradicionalno prave od jermenskog hrasta, dajući na taj način karasima ružičastu boju, a vinima prirodan ukus vanile, čokolade i suvog voća. Vina od lokalnih jermenskih sorti grožđa koja sazrevaju u buradima od jermenskog hrasta stvaraju jedinstven buke. Ova jedinstvena kombinacija je veoma kompleksna do te mere da ju je gotovo nemoguće reprodukovati u bilo kojoj drugoj zemlji sveta.
Mnogi arheolozi veruju da su plodne doline južnog Kavkaza, u kojima se nalazi Jermenija, izvor prve kultivisane vinove loze i proizvodnje vina iz neolita, pre više od 6000 godina. Iako danas nije veliki činilac u svetu vina, jermensko vino je igralo važnu ulogu u istoriji vina, a sugeriše se da se pripitomljavanje evroazijskog grožđa prvo dogodilo u planinskim predelima Jermenije pre nego što se preselilo na jug. Za sve to vreme nikada nisu prestali da prave vino. Oni su bili jedan od glavnih proizvođača vina u Sovjetskom Savezu i od tada su počeli da izvoze svoje vino širom sveta. Jermensko vino se proširilo u Afriku. Tokom genocida nad Jermenima koji je izvršilo Otomansko carstvo tokom Prvog svetskog rata, neki Jermeni su pobegli u Etiopiju, gde su uzgajali vinograde. Mnoga jermenska crvena vina su veoma slatka i bogata, a etiopsko vino ima sličan kvalitet. Tokom perioda islamske vladavine, Jermeni su bili dobavljači alkoholnih pića, poput vina, muslimanima, kojima nije bilo dozvoljeno da destiluju alkohol.
Arheolozi u Jermeniji su objavili 2011. godine otkriće najstarijeg poznatog pogona za proizvodnju vina na svetu. Smešten u kompleksu pećine Areni, sastoji se od plitkog bazena za ceđenje grožđa, bačve za skladištenje i tegli za fermentaciju. Pronašli su i semenke grožđa, ostatke ceđenog grožđa, i desetine primeraka osušene loze. Seme je bilo od vrste Vitis vinifera, grožđa koje se još uvek koristi za pravljenje vina. Pećinski ostaci datiraju iz oko 4000 godina pre nove ere – 900 godina pre najranijih uporedivih ostataka vina, pronađenih u egipatskim grobnicama. Arheolog Gregori Arešijan sa UCLA kaže: „Lokacija nam daje novi uvid u najraniju fazu hortikulture — kako su uzgajali prve voćnjake i vinograde.“
Gregori Arešijan, kodirektor iskopavanja i pomoćnik direktora Instituta za arheologiju Cocen Univerziteta Kalifornije u Los Anđelesu, izjavio je da je „To je najstariji dokazani slučaj dokumentovane i posvećene proizvodnje vina, koja se proteže kroz horizonte ovog važnog razvoja hiljadama godina unazad."

## Spoljašnje veze
- Vine and Wine Foundation of Armenia
- History in a Glass: (Re)discovering Armenian Wine
- Buy Armenian Wines Online
- Armenian Wine Guide